# Mistrzostwa Świata w Lekkoatletyce 2022 – rzut oszczepem mężczyzn
Rzut oszczepem mężczyzn – jedna z konkurencji technicznych rozgrywanych podczas lekkoatletycznych mistrzostw świata na Hayward Field w Eugene.

## Terminarz
| Data     | Godzina |                      |
| -------- | ------- | -------------------- |
| 21 lipca | 17:05   | Kwalifikacje (gr. A) |
| 21 lipca | 18:35   | Kwalifikacje (gr. B) |
| 23 lipca | 18:35   | Finał                |

## Rekordy
Tabela prezentuje rekord świata, rekord mistrzostw świata, rekordy kontynentów oraz najlepszy wynik na listach światowych w sezonie 2022 przed rozpoczęciem mistrzostw. Źródło: worldathletics.org.
|                            | Zawodnik         | Wynik | Miejsce   | Data                      |
| -------------------------- | ---------------- | ----- | --------- | ------------------------- |
| Rekord świata              | Jan Železný      | 98,48 | Jena      | 25 maja 1996(dts)         |
| Listy światowe             | Anderson Peters  | 93,07 | Doha      | 13 maja 2022(dts)         |
| Rekord mistrzostw świata   | Jan Železný      | 92,80 | Edmonton  | 12 sierpnia 2001(dts)     |
| Rekord Afryki              | Julius Yego      | 92,72 | Pekin     | 26 sierpnia 2015(dts)     |
| Rekord Ameryki Północnej   | Anderson Peters  | 93,07 | Doha      | 13 maja 2022(dts)         |
| Rekord Ameryki Południowej | Édgar Baumann    | 84,70 | San Marco | 17 października 1999(dts) |
| Rekord Australii i Oceanii | Jarrod Bannister | 89,02 | Brisbane  | 29 lutego 2008(dts)       |
| Rekord Azji                | Cheng Chao-tsun  | 91,36 | Tajpej    | 26 sierpnia 2017(dts)     |
| Rekord Europy              | Jan Železný      | 98,48 | Jena      | 25 maja 1996(dts)         |

## Wyniki

### Kwalifikacje
Awans: 83,50 (Q) lub 12 najlepszych rezultatów (q). Źródło: worldathletics.org.
| Pozycja | Grupa | Zawodnik            | Państwo           | Runda | Runda | Runda | Wynik | Uwagi |
| Pozycja | Grupa | Zawodnik            | Państwo           | 1     | 2     | 3     | Wynik | Uwagi |
| ------- | ----- | ------------------- | ----------------- | ----- | ----- | ----- | ----- | ----- |
| 1.      | B     | Anderson Peters     | Grenada           | 89,91 |       |       | 89,91 | Q     |
| 2.      | A     | Neeraj Chopra       | Indie             | 88,39 |       |       | 88,39 | Q     |
| 3.      | B     | Julian Weber        | Niemcy            | 87,28 |       |       | 87,28 | Q     |
| 4.      | A     | Jakub Vadlejch      | Czechy            | 85,23 |       |       | 85,23 | Q     |
| 5.      | A     | Ihab Abd ar-Rahman  | Egipt             | 77,34 | 83,41 | x     | 83,41 | q     |
| 6.      | B     | Oliver Helander     | Finlandia         | 82,41 | –     | –     | 82,41 | q     |
| 7.      | A     | Roderick Genki Dean | Japonia           | 79,26 | 79,33 | 82,34 | 82,34 | q,    |
| 8.      | A     | Curtis Thompson     | Stany Zjednoczone | 81,73 | 81,50 | x     | 81,73 | q     |
| 9.      | B     | Arshad Nadeem       | Pakistan          | 76,15 | 74,38 | 81,71 | 81,71 | q,    |
| 10.     | B     | Andrian Mardare     | Mołdawia          | 80,83 | 79,41 | x     | 80,83 | q     |
| 11.     | B     | Rohit Yadav         | Indie             | 80,42 | x     | 77,32 | 80,42 | q     |
| 12.     | A     | Lassi Etelätalo     | Finlandia         | 75,41 | 79,40 | 80,03 | 80,03 | q     |
| 13.     | B     | Patriks Gailums     | Łotwa             | 75,49 | 75,63 | 79,66 | 79,66 |       |
| 14.     | B     | Julius Yego         | Kenia             | 79,60 | 75,33 | 76,41 | 79,60 |       |
| 15.     | A     | Rolands Štrobinders | Łotwa             | 77,83 | 76,50 | 79,39 | 79,39 |       |
| 16.     | A     | Keshorn Walcott     | Trynidad i Tobago | x     | 78,87 | 76,63 | 78,87 |       |
| 17.     | B     | Manu Quijera        | Hiszpania         | 76,53 | 78,61 | 78,29 | 78,61 |       |
| 18.     | A     | Toni Keränen        | Finlandia         | 76,13 | 78,52 | x     | 78,52 |       |
| 19.     | B     | Kenji Ogura         | Japonia           | 78,48 | 75,22 | 77,20 | 78,48 |       |
| 20.     | A     | David Carreon       | Meksyk            | 77,61 | 76,79 | 76,80 | 77,61 |       |
| 21.     | B     | Cameron McEntyre    | Australia         | 65,72 | x     | 77,50 | 77,50 |       |
| 22.     | B     | Leandro Ramos       | Portugalia        | 77,34 | 76,27 | 72,48 | 77,34 |       |
| 23.     | A     | Johan Grobler       | Południowa Afryka | 76,30 | 73,74 | x     | 76,30 |       |
| 24.     | B     | Tim Glover          | Stany Zjednoczone | x     | 75,68 | 73,10 | 75,68 |       |
| 25.     | A     | Alexandru Novac     | Rumunia           | 75,12 | 74,34 | 75,20 | 75,20 |       |
| 26.     | A     | Cruz Hogan          | Australia         | 69,74 | 73,03 | x     | 73,03 |       |
| 27.     | B     | Ethan Dabbs         | Stany Zjednoczone | x     | 72,81 | 72,35 | 72,81 |       |
| –       | A     | Andreas Hofmann     | Niemcy            | x     | x     | x     | NM    |       |

### Finał
Źródło: worldathletics.org
| Pozycja | Zawodnik            | Państwo           | Runda | Runda | Runda | Runda | Runda | Runda | Wynik | Uwagi |
| Pozycja | Zawodnik            | Państwo           | 1     | 2     | 3     | 4     | 5     | 6     | Wynik | Uwagi |
| ------- | ------------------- | ----------------- | ----- | ----- | ----- | ----- | ----- | ----- | ----- | ----- |
| 01 !    | Anderson Peters     | Grenada           | 90,21 | 90,46 | 87,21 | 88,11 | 85,83 | 90,54 | 90,54 |       |
| 02 !    | Neeraj Chopra       | Indie             | x     | 82,39 | 86,37 | 88,13 | x     | x     | 88,13 |       |
| 03 !    | Jakub Vadlejch      | Czechy            | 85,52 | 87,23 | 88,09 | 83,48 | 81,31 | 82,88 | 88,09 |       |
| 4.      | Julian Weber        | Niemcy            | 86,86 | 71,88 | 73,00 | x     | 81,76 | 83,53 | 86,86 |       |
| 5.      | Arshad Nadeem       | Pakistan          | x     | 75,13 | 82,05 | 86,16 | 83,63 | x     | 86,16 | SB    |
| 6.      | Lassi Etelätalo     | Finlandia         | 78,27 | 82,70 | x     | –     | 80,71 | 80,99 | 82,70 | SB    |
| 7.      | Andrian Mardare     | Mołdawia          | 79,55 | x     | 82,26 | 79,42 | 81,07 | x     | 82,26 |       |
| 8.      | Oliver Helander     | Finlandia         | x     | x     | 82,24 | x     | x     | x     | 82,24 |       |
| 9.      | Roderick Genki Dean | Japonia           | 77,81 | x     | 80,69 | NQ    | NQ    | NQ    | 80,69 |       |
| 10.     | Rohit Yadav         | Indie             | 77,96 | 78,05 | 78,72 | NQ    | NQ    | NQ    | 78,72 |       |
| 11.     | Curtis Thompson     | Stany Zjednoczone | 78,39 | x     | x     | NQ    | NQ    | NQ    | 78,39 |       |
| 12.     | Ihab Abd ar-Rahman  | Egipt             | x     | 72,76 | 75,99 | NQ    | NQ    | NQ    | 75,99 |       |